# Liste des régions de Finlande par point culminant
Cette liste présente les points culminants des régions de Finlande.

## Statistiques
Administrativement, la Finlande est subdivisée en 19 régions. La liste suivante recense le point culminant de chacune d'entre elles.
Le point culminant du pays, le Halti, fait partie des Alpes scandinaves ; il est situé tout au nord de la Laponie, la région la plus septentrionale du pays, à la frontière avec la Norvège. Le reste du pays est nettement moins élevé : un tiers se situe sous les 100 m d'altitude, les deux-tiers sous les 200 m : aucun des autres points culminants de région n'atteint 500 m.

## Liste
| #  | Sommet             | Région               | Altitude (m) | Coordonnées                       | Image |
| -- | ------------------ | -------------------- | ------------ | --------------------------------- | ----- |
| 1  | Halti              | Laponie              | 1 324        | 69° 19′ 25″ nord, 21° 16′ 42″ est |       |
| 2  | Valtavaara (fi)    | Ostrobotnie du Nord  | 492          | 66° 11′ 12″ nord, 29° 11′ 30″ est |       |
| 3  | Iso Tuomivaara     | Cajanie              | 387          | 64° 46′ 11″ nord, 28° 14′ 24″ est |       |
| 4  | Koli               | Carélie du Nord      | 347          | 63° 05′ 40″ nord, 29° 48′ 31″ est |       |
| 5  | Maaselänmäki       | Savonie du Nord      | 320          | 63° 40′ 21″ nord, 28° 25′ 32″ est |       |
| 6  | Kiiskilänmäki (fi) | Finlande centrale    | 269          | 62° 30′ 03″ nord, 25° 09′ 11″ est |       |
| 7  | Raitamäki (fi)     | Ostrobotnie du Sud   | 240          | 62° 45′ 47″ nord, 24° 23′ 25″ est |       |
| 8  | Venäläisvuori (fi) | Pirkanmaa            | 232          | 61° 52′ 40″ nord, 24° 36′ 19″ est |       |
| 9  | Paukkulanmäki      | Savonie du Sud       | 225          | 62° 06′ 50″ nord, 26° 18′ 07″ est |       |
| 10 | Tiirismaa (fi)     | Päijät-Häme          | 223          | 61° 00′ 25″ nord, 25° 31′ 24″ est |       |
| 11 | Salmelanharju      | Ostrobotnie centrale | 219          | 63° 13′ 24″ nord, 24° 39′ 07″ est |       |
| 12 | Niinimäenselänmaa  | Kanta-Häme           | 191          | 61° 11′ 08″ nord, 25° 12′ 17″ est |       |
| 13 | Soininharju (fi)   | Satakunta            | 185          | 61° 46′ 30″ nord, 22° 43′ 35″ est |       |
| 14 | Loukkumäki (fi)    | Uusimaa              | 174          | 60° 33′ 01″ nord, 24° 06′ 32″ est |       |
| 15 | Haukkavuori (fi)   | Carélie du Sud       | 171          | 61° 29′ 15″ nord, 29° 13′ 15″ est |       |
| 16 | Särämäki (fi)      | Finlande-Propre      | 164          | 61° 15′ 50″ nord, 26° 50′ 11″ est |       |
| 17 | Ukkovuori (fi)     | Vallée de la Kymi    | 159          | 61° 15′ 49″ nord, 26° 50′ 20″ est |       |
| 18 | Pyhävuori (fi)     | Ostrobotnie          | 130          | 62° 17′ 08″ nord, 21° 38′ 30″ est |       |
| 19 | Orrdalsklint       | Åland                | 129          | 60° 19′ 37″ nord, 20° 07′ 01″ est |       |